# Министр финансов Республики Абхазия
Министр финансов Республики Абхазия (абх. Аԥсны Аҳәынҭқарра афинансқәа рминистр) — руководитель министерства финансов Республики Абхазия. Министр финансов назначается на должность и отстраняется от должности президентом Республики Абхазия.
Нынешний министр — Саид Гурамович Губаз (с 18 апреля 2025).